# Henotesia birsha
Henotesia birsha är en fjärilsart som beskrevs av William Chapman Hewitson. Henotesia birsha ingår i släktet Henotesia och familjen praktfjärilar. Inga underarter finns listade i Catalogue of Life.